# Gnamptodon talumalausensis
Gnamptodon talumalausensis är en stekelart som först beskrevs av Fischer 1971.  Gnamptodon talumalausensis ingår i släktet Gnamptodon och familjen bracksteklar. Inga underarter finns listade i Catalogue of Life.